# 尼克儿童频道
尼克兒童頻道（简称尼克）于1979年4月1日开播，是美国有线电视里一个主要给儿童和青少年收看的频道，但同时在TEENick中有定位于青少年的节目。最初在美国开播，但是如今在世界上有好幾個地區有各不同的尼克兒童頻道，例如東南亞、日本、澳洲、紐西蘭、英國、北欧、西欧、南美和巴西。
尼克兒童頻道也推出相關網站、電玩、手機應用程式、雜誌及廣播電台等，更在世界各地的主題樂園中也有以本頻道內容及卡通為主題的遊樂設施，在奧蘭多有以尼克頻道為主題的尼克羅頓套房渡假村（Nickelodeon Suites Resort）旅館。

## 歷史
尼克兒童頻道名稱由來源自於美國電影歷史初期只需五分錢入場電影院，即為鎳幣電影院（nickelodeon）。本頻道歷史最早可追朔於1977年12月1日，當時時代華納有線電視（Time Warner Cable）在哥倫布開通第一個雙向互動性有線電視系統QUBE。 其中一台C3頻道播出名為紙風車 （Pinwheel）的兒童電視節目，同時也是該頻道的正式名稱（在QUBE遙控器上亦有顯示該名稱），在東部時間早上7點至晚上9點播出。原定於1979年2月開播，但因某種因素改在同年4月1日開播，最初該頻道由華納有限電視系統透過RCA Satcom-1衛星轉發器於部分有線電視系統播送。
另外，當初的尼克兒童頻道是不會播出任何廣告的，1984年起尼克兒童頻道開始播出廣告。

## 尼克兒童頻道的节目
尼克兒童頻道參與制作并播出了许多的节目，凭借原本在加拿大播出的速写喜剧節目《你不能在电视上干那事》（You Can't Do That on Television）中的绿色史莱姆（Gunge），本頻道逐渐被人所知。之后，绿色史莱姆被该频道用作为许多节目的主要特色，有一些甚至是尼克兒童頻道之外出現。
许多成人是通过尼克儿童晚间频道在黄金时段和午夜时间播出的经典情景喜剧節目了解到这个频道的。
1988年起尼克兒童頻道每年會播出一年一度的尼克頻道兒童票選獎（Nickelodeon Kids' Choice Awards），該獎項旨在獎勵由尼克兒童頻道的觀眾投票選出的年度最佳電視節目、電影以及音樂、體育項目，同年開始播出學齡前兒童時段小尼克（Nick Jr.），該時段於2009年推出了獨立的頻道。
从1991年开始，尼克兒童頻道开始制作原创卡通片，即“尼克卡通”（Nicktoons）。第一年有三部作品诞生：《阿德日記》（Doug，後於1996─1999年轉在迪士尼頻道播出）、《淘氣小兵兵》（Rugrats）以及《莱恩和史丁比》（The Ren & Stimpy Show），在九十年代中期，该频道开始转向播放更多的动画片，尼克卡通起初以超出兒童向卡通的尺度、在卡通裡導入隱喻成人笑話的要素而聞名，靠著黑色幽默、超现实主义以及独特的注解，赢得了一片赞誉。1998年以淘氣小兵兵電影版（The Rugrats Movie）進軍電影市場，這部電影在世界各地獲得1.41億美元票房收入，更成了引起電視卡通電影化的熱潮的動畫電影之一。動畫片的播出時段擴大减少那些在佛罗里达奥兰多环球影城的工作室现场录制的真人演出的节目（例如《你能我也能2000》（Double Dare 2000）等遊戲節目），直到2004年这些节目仍然在尼克工作室（Nickelodeon Studios）里的观众面前录制，2005年撤出了奧蘭多環球影域（Universal Orlando）。在網路上有一些网站只收录“经典尼克”的资料，這些都是在大量的卡通节目播出前的紀錄。尼克卡通及小尼克的節目製作則是在尼克動畫工作室（Nickelodeon Animation Studio）進行。
在1999年5月，尼克兒童頻道推出了他们至今为止最受欢迎的原创节目《海綿寶寶》（SpongeBob SquarePants）。这部动画片在全世界都受到了各年龄层人们的欢迎，播出至今已於超過二十年，还创造了数十亿美元的商品收入，更成为一个流行文化的标志。其他後來部分尼克卡通如《趣怪守護仙》（The Fairly OddParents，原本是《喔耶！卡通》（Oh Yeah! Cartoons）節目諸多卡通中的一部分）在这之后马上跟进。在2001年首播的《侵略者Zim》（Invader Zim）以驚為天人的兒童卡通之尺度邊緣，強烈黑色幽默要素和獨特的風格獲得很大的迴響，但在播出的隔年因節目評價不佳、成本問題，多次出現過於兒童不宜的要素被取消，但後來带出了一大堆的追随者成了邪典卡通。
比较有名的卡通有：海綿寶寶（SpongeBob SquarePants）、天才小子吉米的冒險（The Adventures of Jimmy Neutron: Boy Genius）、淘氣小兵兵（Rugrats）、真实怪物（Aaahh!!! Real Monsters）、降世神通：最後的氣宗（Avatar: The Last Airbender）、喧鬧一家親（The Loud House）、幻影丹尼（Danny Phantom）、趣怪守護仙 （The Fairly OddParents）、愛探險的朵拉（Dora the Explorer）、忍者龜（Teenage Mutant Ninja Turtles，2012年版）等，除了原創卡通外尼克还參與制作了其它的卡通，如花栗鼠三兄弟（Alvinnn!!! and the Chipmunks）、樂高城市大冒險（Lego City Adventures）、瘋狂兔子：入侵（Rabbids Invasion）、瓢蟲少女（Miraculous: Tales of Ladybug & Cat Noir）等。
延伸出來的動畫電影则由尼克電影部門（Nickelodeon Movies）与派拉蒙影业（Paramount Pictures）联合制作，并由派拉蒙影业负责发行。

尼克兒童頻道1984年至2009年氣球 (字體)字體台标，是使用最久也最為人知的台標

## 尼克晚间時段
1985年7月，尼克晚间時段开始在尼克兒童頻道的每天黄金时间到清晨的时段播出。在这之前，一般过了东部时间晚上8点钟尼克国际儿童频道就停止播出了。但是很多有线电视公司在夜间都会用其他频道来填补，例如A&E或者C-SPAN。最早的节目包括经典的黑白电影，例如《唐纳·里德的表演》、《我的三个儿子》、《希区柯克时间》、《66号航线》，以及周末播放的《连接洛杉矶的疯狂电影》和尼克国际儿童频道的《火鸡电视》。更晚的一些节目设置包括从70年代到90年代间不同的情景喜剧，例如 《天才老爹》、《罗斯安妮》、《不同的世界》以及《新鲜王子妙事多》。尼克晚间儿童频道也制作了一些原创节目，比如说 《父亲身份》 (根据比尔·考斯贝的同名原著改编)和《Hi金克斯（Hi-Jinks）》（一部类似于美国MTV电视台整人节目(Punk'd)的电视剧，主要反映父母在他们的孩子身上开各种玩笑）。这一部分在尼克德国儿童频道中叫做尼克喜剧。在90年代中后期，《我喜欢露西》、《玛丽·泰勒·摩尔的演出》等节目，以及其他现在在TV Land播出的节目在那时是通过尼克晚间時段放映的。后者将播出时间进行了调整，但是播出的节目还都是至少10-20年以前的节目。
尼克晚间儿童频道被MTV电视网络长期的咨询顾问弗雷德/阿兰公司，构思并发展成为第一个“老人的”电视网络。（弗雷德·塞伯特和阿兰·古德曼）在1984年末曾被赋予将尼克国际儿童频道由美国最低级的有线电视网络，在六个月时间内，变成其最佳状态的任务。

## 相關及衍生頻道
在1996年，尼克晚间時段獨立成電視樂土（TV Land），成為主要播放1950年代到1980年代老节目的電視频道，近年來也開始播出1990年代之後的節目。
1999年，尼克兒童頻道和芝麻街工作室（Sesame Workshop）合作開播了Noggin，並同時開通網站，後來成了兩者企業共同持有的教育品牌，2002年在在該頻道開播The N夜間時段，除了電視頻道和網站外，2015年推出手機應用程式延續該品牌的經營。2009年和The N合併為TEENick。
尼克頻道有很多的衍生頻道，如尼克2台（Nick 2，三小时延迟版本，虽然只播放纯西岸节目，但被重新调整以供东海岸观众收看）、尼克卡通台（NickToons）、和小尼克（Nick Jr.）。

### 国际覆盖
除了美国之外，尼克兒童頻道还在阿根廷、澳大利亚、孟加拉国、比利时、巴西、智利、哥伦比亚、哥斯达黎加、丹麦、多米尼加共和国、厄瓜多尔、萨尔瓦多、法国、德国、危地马拉、洪都拉斯、香港、印度、爱尔兰、以色列、印尼、南韓、哈萨克斯坦、马耳他、马来西亚、墨西哥、荷兰、新西兰、挪威、巴基斯坦、巴拿马、秘鲁、菲律宾、葡萄牙、罗马尼亚、俄罗斯、新加坡、南非、西班牙、斯里兰卡、瑞典、土耳其、英国、乌拉圭、委内瑞拉等國家播出。1993年9月1日，尼克国际儿童频道在英国推出。2009年9月30日，尼克国际儿童频道撤出日本（原Sky PerfecTV!第751頻道）, Animax書接替本頻道节目的播放，但於2018年1月30日重返日本市場。
它的节目被翻译成十六個不同語言並授权给其他國家电视台播放，例如德国的VOX和Super RTL、加拿大的YTV、法国的Canal J、希腊的Alpha TV以及土耳其的CNBC-e。

#### 东南亚
衛視MTV亚洲台曾有播出本频道節目，後來撤出。尼克兒童頻道的東南亞版本先在新加坡播出，後拓展至全亞洲地區。至今，東南亞版本和印度版本开始独立播出。2003年启动本地版的网站Nicksplat.com（页面存档备份，存于），2010年改網域名為nick-asia.com（页面存档备份，存于），現為亞太版尼克網站 （页面存档备份，存于）。
在印度，尼克兒童頻道由合資公司Viacom18持有，由One Alliance、Dish TV和Tata Sky播出。在菲律宾则由SkyCable和Global Destiny Cable播出。在香港和星馬地區，则由now TV、香港有線電視、myTV SUPER、星和视界和ASTRO播出。

#### 中国大陆
在中国大陆，尼克兒童頻道的动画作品曾安排在上海广播电视台哈哈少儿频道与中央电视台少儿频道播出，音像制品由广州艺洲人品牌管理股份有限公司发行。

#### 台灣
在台灣尼克兒童頻道由杰德影音代理，於中華電信MOD播出，在大部分有線電視系統裡為頻道套餐裡可收視的兒童頻道之一、並以高畫質播出。2022年1月1日起接替當日停播的迪士尼頻道定頻於22、23台，凱擘、台固、大豐等有線電視系統播出為該頻道，中嘉、獨立有線電視系統如南國、三大等則播出小尼克（Nick Jr.）接替。在線上可在四季線上影視收看兩者頻道。2023年10月1日，台灣寬頻則播出小尼克（Nick Jr.）接替。

## 其它的尼克罗顿项目

### Nick.com
尼克兒童頻道的网站于1995年10月开通，當初是美國線上（America Online）兒童頻道的一部分，建立短短一年便成為獨立的網站，隨後逐漸成為兒童青少年最受歡迎的網站之一。1999年3月，Nick.com成為6-14歲兒童評價最高的網站。尼克兒童頻道也將網站流量增加並結合電視節目內容，使其本網站有互動娛樂並有查詢節目表的功能。
其後Nick.com漸漸地開發將整個網站設計數度改頭換面，並擴展嘗試更多可能性增加新功能、拓展更多領域，Nick.com在當時也成為了集各種當時常見網站要素為一身的兒童網站。2001年，尼克兒童頻道與Networks Inc.合作提供寬頻電玩出租；此舉是開發人員使該網站邁向多媒體方向的一大步。當時的Networks Inc.董事斯卡格林德（Skagerlind）表示：有超過50%在Nick.com瀏覽的用戶正在使用高速連接瀏覽網站，這使得他們能夠將網站遊戲及影片串流功能擴展。
網站包括的项目有：留言板（2016年為配合COPPA的實行正式關閉）、电视节目表、廣播電台、在线小游戏、收看影片等。從2006年起更有一个新的项目叫做本周游戏，在每个星期介绍一款新游戏。

### 尼克罗顿杂志
尼克罗顿杂志是份由尼克頻道出版的雜誌，於1993年創刊，该杂志於1990年就曾经短暂地的出版過雜誌，但三年後終究成功正式创刊。这本杂志包括非小说环节，幽默（包括惡作劇和戲仿作品）、访谈、笑话、食谱（如绿泥蛋糕），和大份漫画书的环节。该环节包括许多地下漫画家的原创作品以及熱門尼克卡通的一些内容。2009年12年停刊，理由是雜誌產業不景氣使得該雜誌的收入虧損。2015年至2016年中Papercutz出版了該雜誌的新版。

### 尼克酒店
尼克家庭套房佛罗里达州奥兰多市一个以尼克国际儿童频道为主题的假日酒店。其位于环球影城度假村和迪士尼世界度假村。该酒店包括单人、双人和三人的尼克罗顿主题儿童套房，以及许多不同的尼克罗顿主体的娱乐设施。尼克罗顿家庭套房还包括为成年人准备的尼克晚间儿童频道主题的房间。

### 尼克电影
尼克电影是尼克兒童頻道属下的电影制作机构。它主要根据该频道的电视节目制作电影，以及其他许多的改编和原创作品。它的影片是由维亚康姆旗下的派拉蒙影业发行的。

### 尼克工作室
尼克工作室是于1990年6月7日在奥兰多环球影城开张的。它制作了很多尼克兒童頻道的原创节目。2005年4月30日，该工作室正式关闭，因为所有尼克兒童頻道的节目制作都转移到了加利福尼亚的伯班克和纽约市。史莱姆喷泉在2005年5月从原址前被移走；尼克的商标在2006年1月被移走；而尼克时间胶囊在2006年8月被提早移走，且没有做任何解释。